# Roger Remaut
Rogier (Roger) Remaut (Oostende, 17 augustus 1942) is een Belgisch kunstschilder (materie).

## Opleiding
Roger Remaut studeerde kunst aan de Oostende Academie onder leiding van Gustaaf Sorel, Maurice Boel en Willy Bosschem. Daarna volgde hij een cursus aan de Academie Westhoek. Als schilder is hij autodidact.

## Carrière
Hij had zijn eerste tentoonstelling (samen met zijn broer Pierre Remaut) in 1982 in Galerie de Peperbusse in Oostende. Hij keerde er terug in 1987 en in 2004.
Nadien volgden selecties voor tentoonstellingen in België, Nederland, Frankrijk, Luxemburg Groot-Brittannië en Duitsland. Werken van hem zijn ook opgenomen in zowel publieke als private collecties. Hij heeft nog recent deelgenomen aan een groepstentoonstelling in Leffinge (Middelkerke) (november 2007) en in het Staf Versluyscentrum in Bredene (maart-april 2008)

## Besluit
Remauts evolutie tot kunstenaar is er pas gekomen na het verlaten van de traditionele opleidingsvormen en dit leidde, na een zoektocht, tot het intuïtief scheppen van zijn eigen informele kunst. Hij is op de hoogte van wat de moderne kunst dient in te houden, maar hij schildert niet om zijn publiek te dienen. Hij is zelf kunstenaar en toeschouwer op hetzelfde moment en zijn schilderact is in zekere mate een performance op zichzelf.
Zijn schilderijen tonen emoties, gemoedstoestanden en gevoelens. Hij is een opnametoestel dat de invloeden van zijn eigen omgeving neerzet. Ideeën komen van overal; ook uit de natuur, de televisie en via boeken enz. Soms begint hij met een kleine schets gemaakt naar aanleiding van iets wat hij op straat zag. De schets groeit dan verder op het doek. Hij probeert geen verhaal achter het werk te zetten, hij assembleert al die zaken die hem interessant lijken.
Remaut werkt op gepassioneerde wijze met materie. Waar zijn eerste panelen met gemengde technieken eerder vlak waren, wordt zijn textuur langzamerhand grover. Zijn doeken zijn constructies van allerlei materialen, gevonden voorwerpen of weefsels, graffiti, lagen verf en lijm. Dit alles versmelt tot een verfijnd plastisch geheel. Ingekerfde lijnen worden geheime boodschappen zonder betekenis, die toch de kijker aanzetten om te proberen achter het geheim te komen. Zijn werken stralen slijtage uit door de beschadigde oppervlakten, inkervingen, breuken en vlekken. De doeken worden traag opgebouwd in diverse lagen verf en weefsel. Het is een constant gevecht in het tevreden stellen van het onderbewuste van waaruit een deel van zijn inspiratie komt. Om het met zijn eigen woorden te zeggen : hij werkt niet naar, maar met de natuur.

## Onderscheidingen
- 1982 Prijs Schilderkunst, Harelbeke België
- 1983 Hoppeprijs, Poperinge België
- 1983 Werk in collectie van de Tuinbouwschool te Puurs
- 1984 Gaverprijs, Waregem België
- 1985 Prijs Schilderkunst, Aarschot België
- 1986 Werk in het bezit van de Belgische staat
- 1986 Werk in het bezit van de Gemeenschapsminister van Binnenlandse aangelegenheden
- 1990 Werk in het Museum Voor Schone Kunsten Oostende (vanaf 2008 het KaZ)
- 1992 Oostendse Kunstenaars in Maastricht Nederland
- 1992 Luxemburg City Art Centre Luxemburg
- 1995 Coleurs en Val Mosan’ Huy België
- 1996 Werk in het bezit van de Vlaamse Gemeenschapsregering
- 1998 Essex Open GB
- 1998 Southwark Arts Assn Open London, Groot-Brittannië
- 1998 Norwich Film & Multimedia Festival, Groot-Brittannië
- 1999 Essex Open, Groot-Brittannië
- 2005 International Assemblage Artist Exhibition, Berlijn, Duitsland.